# Estación de Neuchâtel
La estación de Neuchâtel es la principal estación ferroviaria de la comuna suiza de Neuchâtel, en el Cantón de Neuchâtel.

## Historia y ubicación

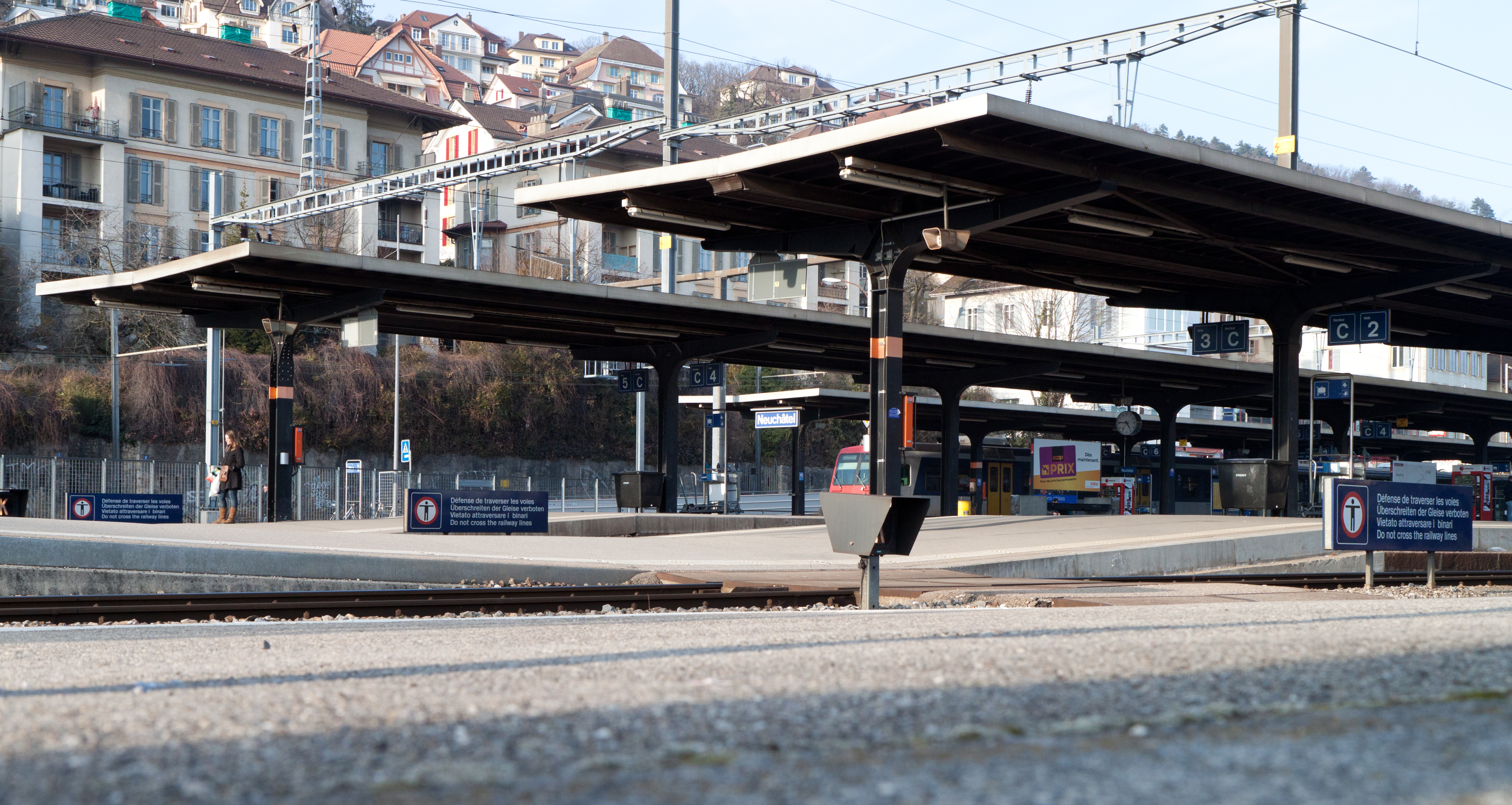
Andenes de la estación

La primera estación de Neuchâtel fue inaugurada en 1859 con la puesta en servicio de la línea Vaumarcus - Le Landeron de la línea Olten - Lausana, también conocida como la línea del pie del Jura, aunque el edificio actual data de 1936 y está ubicado en el mismo lugar que su predecesor.
Con motivo de la Expo Nacional de 2002, la estación fue reformada con un nuevo paso subterráneo para los viajeros que permite una mejor conexión hacia el centro de la ciudad, así como la construcción de un funicular que conecta la estación con la universidad de Neuchâtel.
Se encuentra situada en el centro del núcleo urbano de Neuchâtel. Cuenta con cuatro andenes, tres centrales y uno lateral a los que acceden siete vías pasantes. En el este de la estación se encuentras varias vías para el apartado y el estacionamiento de trenes, así como vías muertas con el mismo fin.
En términos ferroviarios, la estación se sitúa en la línea Olten - Lausana, que prosigue hacia Ginebra y la frontera francosuiza, conocida como la línea del pie del Jura, además de en la línea Berna - Neuchâtel, en la línea Neuchâtel - Pontarlier y en la línea Neuchâtel - La Chaux-de-Fonds - Le Locle, lo que la convierte en un importante nudo ferroviario. Sus dependencias ferroviarias colaterales son la estación de Saint-Blaise CFF hacia Olten, la estación de Auvernier en dirección Lausana y Pontarlier, la estación de Saint-Blaise-Lac hacia Berna y el apeadero de Les Deurres hacia La Chaux-de-Fonds.

## Servicios ferroviarios
Los servicios ferroviarios de la estación están prestados por SBB-CFF-FFS, BLS, TransN (Transports Publics Neuchâtelois) y TPF (Transports Publics Fribourgeois).

### Larga distancia
- TGV Lyria TGV París - Dijon - Dôle - Frasne - Pontarlier - Neuchâtel - Berna (- Spiez - Interlaken). Existe un servicio diario por sentido que la comunica con París y Dijon. Continúa todos los días a Interlaken, pero solo procede de Interlaken los sábados y domingos.
- ICN San Galo - Gossau - Wil - Winterthur - Zúrich-Aeropuerto - Zúrich - Aarau - Olten - Soleura - Biel/Bienne - Neuchâtel - Yverdon-les-Bains - Lausana/Morges - Nyon - Ginebra-Cornavin - Ginebra-Aeropuerto. Servicios cada hora en cada sentido. Tanto a  Ginebra-Cornavin y Ginebra-Aeropuerto como a Lausana, los trenes llegan cada dos horas, ya que aunque en el tramo común San Galo - Yverdon-les-Bains circulan cada hora, a partir de esta última, un tren circula a Lausana, y a la siguiente hora, en vez de continuar hacia Lausana, se dirige hacia Ginebra-Aeropuerto.
- ICN Ginebra-Aeropuerto - Ginebra-Cornavin - Nyon - Morges - Yverdon-les-Bains - Neuchâtel - Biel/Bienne - Grenchen Nord - Moutier - Delémont - Laufen - Basilea SBB. Hay un tren cada dos horas.
- IR Lausana - Renens - Yverdon-les-Bains - Neuchâtel. Circula en las horas punta.

### Regional
- RE Neuchâtel - La Chaux de Fonds - Le Locle.[3] Algunos trenes continúan su recorrido hasta Le Locle-Col-des-Roches. Trenes cada hora. Efectúa parada únicamente en las estaciones más importantes del trayecto.
- RE Berna - Neuchâtel - Frasne. Horarios programados para enlazar con los TGV Lyria en Frasne.
- RE Berna - Kerzers - Ins - Neuchâtel. Trenes cada hora en ambos sentidos.
- R Neuchâtel - Biel/Bienne. Frecuencias de una hora en ambos sentidos, con servicios adicionales en horas punta.
- R Neuchâtel – Gorgier-Saint-Aubin. Trenes cada hora en ambos sentidos. Algunos trenes son prolongados hasta Yverdon-les-Bains, llegando en algunos casos hasta Morges.
- R Neuchâtel – Buttes. Trenes cada hora en ambos sentidos, con refuerzos en horas punta.
- R Neuchâtel - La Chaux de Fonds - Le Locle. Algunos trenes llegan hasta  Le Locle-Col-des-Roches. Trenes cada hora.
- R Neuchâtel - Ins - Murten - Friburgo. Trenes cada hora en ambos sentidos.

### S-Bahn Berna
Desde la estación de Neuchâtel se puede ir a Berna mediante la red de S-Bahn Berna operada por BLS. Presta servicio la línea S5 Neuchâtel - Ins – Kerzers – Berna con una frecuencia de una hora, así como algunos servicios aislados de la línea S52.
- S 5 Berna - Kerzers - Ins - Neuchâtel.
- S 52 Berna - Kerzers (- Ins - Neuchâtel). Servicios esporádicos a primera hora de la mañana y por la noche.